# Todd County, Minnesota
Todd County är ett administrativt område i delstaten Minnesota i USA. År 2010 hade countyt 24 895 invånare. Den administrativa huvudorten (county seat) är Long Prairie.

## Politik
Todd County tenderar att rösta republikanskt. Republikanernas kandidat har vunnit countyt i samtliga presidentval under 2000-talet. Även historiskt sett har republikanerna varit starka i countyt. I valet 2016 vann republikanernas kandidat med 70,8 procent av rösterna mot 23,2 för demokraternas kandidat, vilket gör detta till den största segern i countyt för en kandidat sedan valet 1920.

## Geografi
Enligt United States Census Bureau har countyt en total area på 2 536 km². 2 439 km² av den arean är land och 97 km² är vatten.

### Angränsande countyn
- Wadena County - norr
- Cass County - nordost
- Morrison County - öst
- Stearns County - söder
- Douglas County - väst
- Otter Tail County - nordväst

### Orter
- Bertha
- Browerville
- Burtrum
- Clarissa
- Eagle Bend
- Grey Eagle
- Hewitt
- Long Prairie (huvudort)
- Osakis (delvis i Douglas County)
- Staples (delvis i Wadena County)
- Swanville (delvis i Morrison County)
- West Union